# Doreen Denny
Doreen Denny (ur. 28 stycznia 1941) – brytyjska łyżwiarka figurowa, startująca w parach tanecznych z Courtneyem Jonesem. Dwukrotna mistrzyni świata (1959, 1960), 3-krotna mistrzyni Europy (1959–1961) oraz 3-krotna mistrzyni Wielkiej Brytanii (1959–1961), a następnie trenerka łyżwiarstwa w Sertich Ice Center w Colorado Springs.
W 1982 roku podczas włamania do jej domu w Colorado Springs skradziono jej pamiątkową paterę za zdobycie tytułu mistrzyni świata 1959. Denny odzyskała paterę po 28 latach, gdy w 2010 roku Michelle Gallegos po otrzymaniu patery dostrzegła na niej napis „World Ice Dancing Champions, Colorado Springs USA, 1959” i zwróciła się do muzeum łyżwiarstwa figurowego. Patera przez ok. 20 lat była w posiadaniu mieszkanki Colarado Springs Kathryn Hummel, która kupiła ją na aukcji i nie była świadoma, że patera jest łyżwiarskim trofeum. Hummel podarowała ją Gallegos, a gdy ta skonsultowała się z archiwistką muzeum i poznała pierwotną właścicielkę, oddała paterę z zawiązaną złotą wstążką Denny.
Ma córkę Deborah Macsalka, która rozpoczęła pracę nad biografią matki.

## Osiągnięcia
Z Courtneyem Jonesem
| Zawody                        | 1959           | 1960           | 1961           |                |                |                |                |                |                |                |                |                |                |                |                |                |                |
| Międzynarodowe                | Międzynarodowe | Międzynarodowe | Międzynarodowe | Międzynarodowe | Międzynarodowe | Międzynarodowe | Międzynarodowe | Międzynarodowe | Międzynarodowe | Międzynarodowe | Międzynarodowe | Międzynarodowe | Międzynarodowe | Międzynarodowe | Międzynarodowe | Międzynarodowe | Międzynarodowe |
| ----------------------------- | -------------- | -------------- | -------------- | -------------- | -------------- | -------------- | -------------- | -------------- | -------------- | -------------- | -------------- | -------------- | -------------- | -------------- | -------------- | -------------- | -------------- |
| Mistrzostwa świata            | 1              | 1              |                |                |                |                |                |                |                |                |                |                |                |                |                |                |                |
| Mistrzostwa Europy            | 1              | 1              | 1              |                |                |                |                |                |                |                |                |                |                |                |                |                |                |
| Krajowe                       |                |                |                |                |                |                |                |                |                |                |                |                |                |                |                |                |                |
| Mistrzostwa Wielkiej Brytanii | 1              | 1              | 1              |                |                |                |                |                |                |                |                |                |                |                |                |                |                |

## Nagrody i odznaczenia
- Światowa Galeria Sławy Łyżwiarstwa Figurowego – 2015[4]